# جيوس يوليوس شمسغرامي
جيوس يوليوس سامبسيجيراموس (ازدهر 78 أو 79 م)، من قبيلة فابية، والمعروفة أيضًا باسم سيلاس، ابن جايوس يوليوس أليكسيون، كان باني الضريح الذي كان قائمًا سابقًا في مقبرة تل أبو صابون (في حمص الحديثة، سوريا)، كما هو مسجل في نقش يُقال أنه ينتمي إلى النصب التذكاري. وقد اعتُبر ارتباطه بالشمس غراميون (السامبسيجراميديون) (أو كما يُسموا في المصادر اليونانية: سلالة إميسين، وهم من الملوك الكهنة) ممكنًا، ومحتملًا، أو حتى مقبولًا، وفي هذه الحالة من خلال غايوس يوليوس أليكسيون.

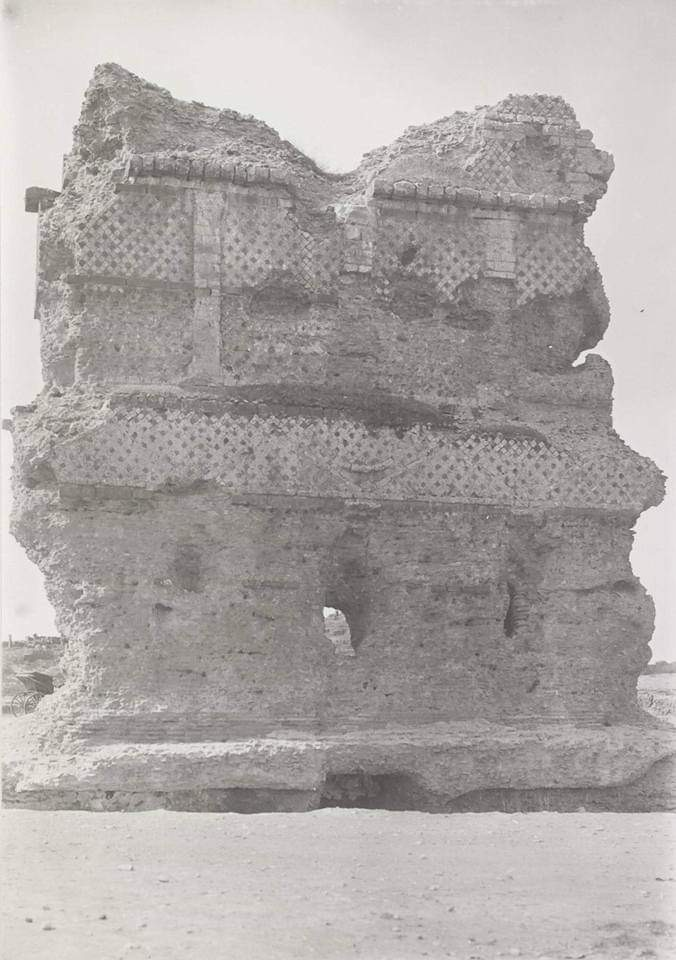
قبر الشمس غراميين، صُور عام 1907

وفقًا لموريس سارتر [الإنجليزية]، فإن الجنسية الرومانية للمالك، والتي تم إثباتها من خلال اصطلاحات التسمية الرومانية ، تدعم بقوة ارتباطه بالعائلة المالكة الشمس غراميين. يمكن تفسير عدم وجود إشارة إلى القرابة الملكية بشكل أفضل إذا كانت الأسرة قد حُرمت من مملكتها قبل وقت قصير من بناء الضريح وتم ضم المملكة المذكورة إلى مقاطعة سوريا الرومانية، وهو ما حدث على الأرجح بين عام 72 وبناء الضريح. كما قال أندرياس كروب: "إن ما كان البنَّاء حريصًا حقًا على التأكيد عليه هو أن جيوس كان مواطنًا رومانيًا يحمل لقب المواطنة الرومانية (tria nomina)."
وفقًا لكريستيان سيتيباني [الإنجليزية]، كان لدى الشمس غراميين (سامبسيجيراموس) ابن يُدعى جايوس يوليوس لونجينوس سوهايموس، وأنجب منه حفيدًا، جايوس يوليوس أفيتوس، وحفيدين عظيمين، جوليا باسا وسوهايموس الأرمني [الإنجليزية].